# Borgmästarinnan badar
Borgmästarinnan badar är en tysk komedifilm från 1943 i regi av Volker von Collande. Den är en tidig tysk färgfilm. I Sverige har filmen även visats under titeln Det syndfulla badet.

## Rollista
- Will Dohm - borgmästare Hendrick
- Heli Finkenzeller - Antje, borgmästarinnan
- Richard Häussler - Sartorius, köpman
- Gisela von Collande - Stin
- Marianne Simson - Nina
- Wilfried Seyferth - Jan
- Paul Henckels - handelsman Ule Sleeks
- Hans Stiebner - Klas